# 柯林·庫寧漢姆
柯林·庫寧漢姆（Colin Alexander Cunningham，1966年8月20日—）是美國的一位演員。他最著名的作品是在TNT科幻電視劇隕落星辰中飾演John Pope角色。亦在Syfy科幻恐怖劇情類電視劇血路狂飆飾演朱利安·施林克Julian Slink角色。